# Simson SD 50

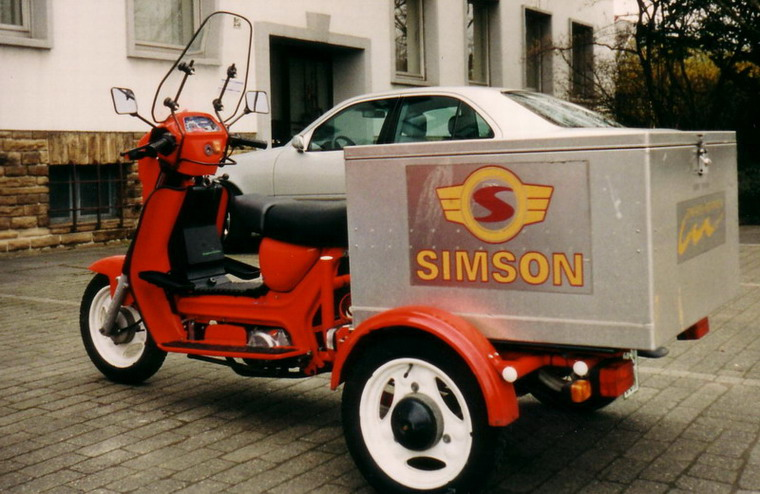
SD 50

Das SD 50 ist ein Lastendreirad der Suhler Fahrzeugwerk GmbH, das 1992 auf Basis des Rollers SR 50 entwickelt und bis 2002 hergestellt wurde. Es wurde unter verschiedenen Namen vermarktet (City-Trans, Trucky, delta), am häufigsten fand die Bezeichnung Albatros Verwendung. Zuletzt wurde er als Altros verkauft.

## Aufbau
Trotz großer Ähnlichkeiten im vorderen Teil des Fahrzeugs unterschied sich das SD 50 auch dort vom SR 50 deutlich. Es waren zwei Versteifungsbleche verbaut, der Rahmen verfügte vorn am Stirnrohr über eine Dämpfungsbuchse, der Tank war an den beiden Schraubenaufnahmen zusätzlich versteift und die Aufnahme für die Telegabel war eine andere. Ab 1993 wurde die Optik vom SR 50 Gamma mit eckigem Scheinwerfer übernommen. An Stelle der Doppelsitzbank und Hinterradschwinge des Rollers befanden sich beim SD 50 ein Einzelsitz und der Lastrahmen mit der Hinterachse. Beide Hinterräder wurden direkt mit Kette über ein Differentialgetriebe angetrieben. Die Konstruktion gewährleistete eine hohe Fahrsicherheit auch auf schlechten Wegstrecken. Eine Feststellbremse und Warnblinkanlage zählten zur Grundausstattung. Beim Motor handelte es sich um das bewährte Simson-Triebwerk mit 4-Gang-Schaltgetriebe. Im Jahre 2002 sollte außerdem ein Morini-Motor mit Automatik ins Angebot kommen. Die Insolvenz bei Simson verhinderte jedoch dessen Serienfertigung. Einen Elektrostarter gab es optional. Es wurde auch eine Mofa-Variante angeboten. Als Zubehör war unter anderem eine Windschutzscheibe erhältlich. Der Verkaufspreis lag mit 3200–3500 € (2002) etwa doppelt so hoch wie für ein damaliges SR 50 „Star Classic“. Die Automatik-Variante mit Alukiste sollte gar 4380 € kosten.
Das SD 50 wurde als Transportfahrzeug für den Kurzstreckeneinsatz und für Gastronomiebetriebe (zum Beispiel Pizza-Service) entworfen. Es wurde mit verschiedenen Aufbauten (Kasten, Ladefläche, abnehmbare Transportbox, Spezialhalterungen) angeboten. Ein Verkaufserfolg stellte sich allerdings nicht ein. Es gelang nicht, die anvisierte Marktnische auszufüllen. Die Konstruktion war zwar durchaus robust und ausgereift, jedoch nur begrenzt zweckmäßig. Im Vergleich zu anderen Lastendreirädern wie der Ape fällt auf, dass der Fahrer beim SD 50 ungeschützt dem Wetter ausgesetzt ist. Auch ist das mögliche Transportvermögen von Alu-Kiste (360 l) bzw. Plastewanne (250 l) für ein Lastendreirad recht gering.

## Technische Daten
|                       | SD 50 CT/CTE, Albatros 50/50 E                  | Albatros 25/25 E                                |
| --------------------- | ----------------------------------------------- | ----------------------------------------------- |
| Motor                 | Einzylinder-Zweitakt-Ottomotor                  | Einzylinder-Zweitakt-Ottomotor                  |
| Typ                   | M 543-SD/ESD                                    | M 543-25                                        |
| Hub × Bohrung         | 44 mm × 38 mm                                   | 44 mm × 38 mm                                   |
| Hubraum               | 49,9 cm³                                        | 49,9 cm³                                        |
| Schmierung            | Gemisch 1:50                                    | Gemisch 1:50                                    |
| Leistung              | 2,4 kW (3,3 PS)/ 5500/min                       | 1,15 kW (1,6 PS)/ 4250/min                      |
| Kühlung               | Fahrtwind                                       | Fahrtwind                                       |
| Getriebe              | 4-Gang-Fußschaltung                             | 4-Gang-Fußschaltung                             |
| Inbetriebnahme        | Kickstarter, optional zusätzlich Elektrostarter | Kickstarter, optional zusätzlich Elektrostarter |
| Bordspannung          | 12 V                                            | 12 V                                            |
| Rahmen                | Blech-Prägerahmen mit Zusatzrahmen              | Blech-Prägerahmen mit Zusatzrahmen              |
| Radführung vorn       | Teleskopgabel, 130 mm Federweg                  | Teleskopgabel, 130 mm Federweg                  |
| Radführung hinten     | Schwinge mit Federbein, 85 mm Federweg          | Schwinge mit Federbein, 85 mm Federweg          |
| Bereifung             | 3,00 × 12"                                      | 3,00 × 12"                                      |
| Bremsen vorn          | Trommelbremse                                   | Trommelbremse                                   |
| Gewicht               | 125,5–135 kg                                    | 125,5–135 kg                                    |
| Höchstgeschwindigkeit | 45 km/h                                         | 25 km/h                                         |
| Bauzeit               | 1992–2002                                       | 1992–2002                                       |
| Stückzahl             | ?                                               | ?                                               |